# IEEE-488

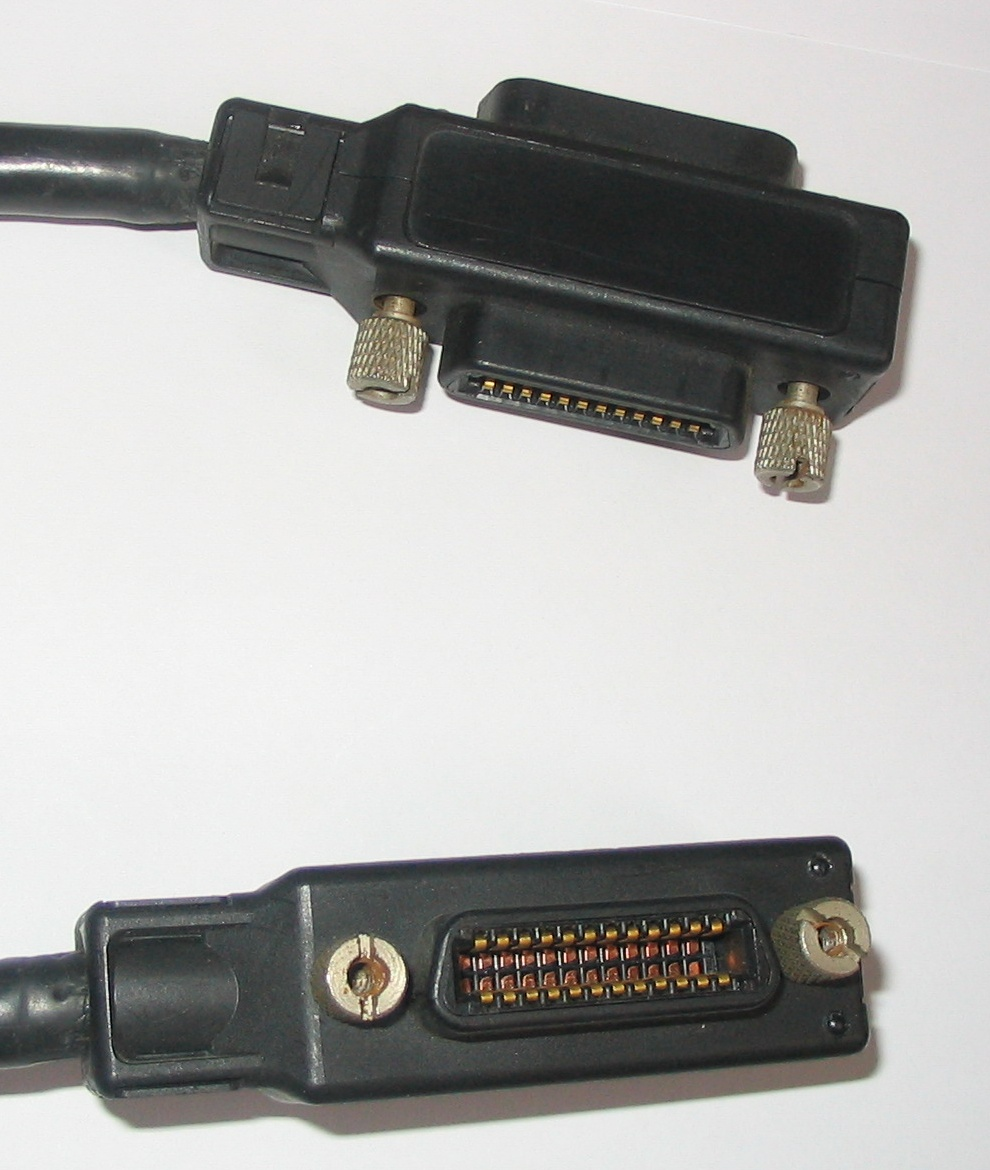

IEEE-488 (ook wel GP-IB of HP-IB genoemd) is een door de IEEE gestandaardiseerde parallelle 8 bits-bus die vooral voor de besturing van meetinstrumenten gebruikt wordt. De bus kenmerkt zich onder andere door stugge kabels met speciale stekkers die "gestapeld" konden worden, op de achterkant zat altijd weer een contrastekker zodat de bus eenvoudig doorgelust kan worden. Er konden maximaal 15 apparaten op de bus aangesloten worden. De maximale kabellengte was 20 meter, met maximaal 2 meter per aangesloten apparaat. De snelheid was maximaal 1 Mbps, dat later in de IEEE-488.1-specificatie verhoogd werd tot 8 Mbps.
Hewlett-Packard gebruikte deze bus om harde schijven en andere randapparaten voor computers aan te sluiten. HP noemde dit HP-IB (HP Interface Bus), terwijl andere fabrikanten deze bus onder de naam GP-IB (General Purpose Interface Bus) op de markt brachten.
Voor het aansluiten van computerapparatuur is de bus in onbruik geraakt, wel wordt hij nog wel toegepast voor het aansluiten van meet- en laboratoriuminstrumenten.
De seriële bus op 8-bit Commodore-computers is een afgeleide van IEEE-488. De Commodore PET en latere 8-bit Commodore-computers voor kantoorgebruik hadden een IEEE-488-connector om ze te kunnen gebruiken met diskettestations en overige randapparatuur. Voor de consumentenmarkt daarentegen werd IEEE-488 te duur bevonden en werd besloten op een seriële interface over te stappen met 6-aderige kabels. Het gevolg was zodat moederborden eenvoudiger werden en goedkopere connectoren en kabels gebruikt konden worden. De Commodore seriële bus staat evenwel nog dusdanig dicht bij IEEE-488 dat conversie met relatief eenvoudige elektronica mogelijk is.

## Pennummering en -functies
De IEEE-488 interface heeft 24 pennen voor 16 signaallijnen en 8 aardingslijnen (Ground). De signaallijnen zijn 8 bidirectionele gegevenslijnen (DIO1-DIO8), drie voor "handshake" en vijf voor het busbeheer.
| Pennr. | Afkorting | Functie             | Pennr. | Afkorting | Functie             |
| ------ | --------- | ------------------- | ------ | --------- | ------------------- |
| 1      | DIO1      | Data Input/Output 1 | 13     | DIO5      | Data Input/Output 5 |
| 2      | DIO2      | Data Input/Output 2 | 14     | DIO6      | Data Input/Output 6 |
| 3      | DIO3      | Data Input/Output 3 | 15     | DIO7      | Data Input/Output 7 |
| 4      | DIO4      | Data Input/Output 4 | 16     | DIO8      | Data Input/Output 8 |
| 5      | EOI       | End Or Identify     | 17     | REN       | Remote ENable       |
| 6      | DAV       | Data AVailable      | 18     | GND       | Ground              |
| 7      | NRFD      | Not Ready For Data  | 19     | GND       | Ground              |
| 8      | NDAC      | No Data ACcepted    | 20     | GND       | Ground              |
| 9      | IFC       | InterFace Clear     | 21     | GND       | Ground              |
| 10     | SRQ       | Service ReQuest     | 22     | GND       | Ground              |
| 11     | ATN       | ATtentioN           | 23     | GND       | Ground              |
| 12     | shield    | Shield              | 24     | GND       | Logical Ground      |

IEEE-488 · IEEE 754 · IEEE 802 (.2 · .4 · .5 · .12 · .14 · .16 · .17 · .22) · 802.1 (D · p · Q · s · w · X · ad · AE · ag · ah · aq) · 802.3 (af/at) · 802.11 (a · b · g · n · p · ac · ax · be) · 802.15 (.1 · .4) · IEEE-1003 · IEEE 1076 · IEEE 1149 (.1) · IEEE 1284 · IEEE 1394